# Pijący absynt
Pijący absynt (fr. Le Buveur d’absinthe) – obraz olejny francuskiego malarza Édouarda Maneta. Pierwszy obraz, który Manet postanowił wystawić publicznie.

## Opis
Na prostokątnym płótnie o znacznych rozmiarach (180 × 105 cm) autor przedstawił mężczyznę, który przysiadł na niewielkim murku. Postać ubrana jest w brązowe spodnie i czarne buty, ciało ma owinięte w brunatną pelerynę, a na głowie wysoki cylinder. Na pierwszym planie z lewej strony u dołu leży ciemna, pusta butelka zwrócona szyjką w lewo. Obok mężczyzny na murku stoi kieliszek w kształcie stożka, wypełniony częściowo żółtozieloną cieczą – absyntem.
Obraz utrzymany jest w tonacji brunatno-szarej, szczegóły są niewyraźne, a całość robi raczej wrażenie szkicu niż ukończonego obrazu. Malarz posługiwał się szerokimi plamami barw, tło jest nieokreślone, bez szczegółów. Scena oświetlona z prawej strony, postać mężczyzny i butelka rzucają wyraźne cienie.
Do obrazu pozował Manetowi alkoholik i żebrak Collarget, który zajmował się też zbieraniem złomu. Pomimo braku szczegółów obraz jest realistyczny, a przedstawiona scena jednoznacznie sugeruje, że namalowana osoba należy do marginesu społecznego i jest uzależniona od alkoholu.

## Inspiracje
Manet jednoznacznie nawiązał do obrazu Diego Velázqueza Menippos przedstawiającego greckiego pisarza i filozofa ze szkoły cyników. Krytycy zwracali również uwagę na podobieństwo do innego obrazu Hiszpana pt. Ezop. Na wybór tematu przez autora mógł mieć wpływ jego przyjaciel Charles Baudelaire, poeta i krytyk francuski, odrzucający założenia akademizmu i zafascynowany brzydotą, obrazami zła i życiem na marginesie społecznym.

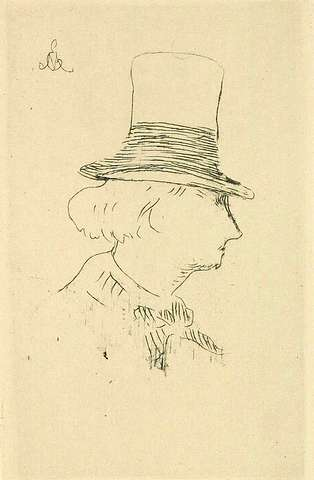
Édouard Manet, Charles Baudelaire
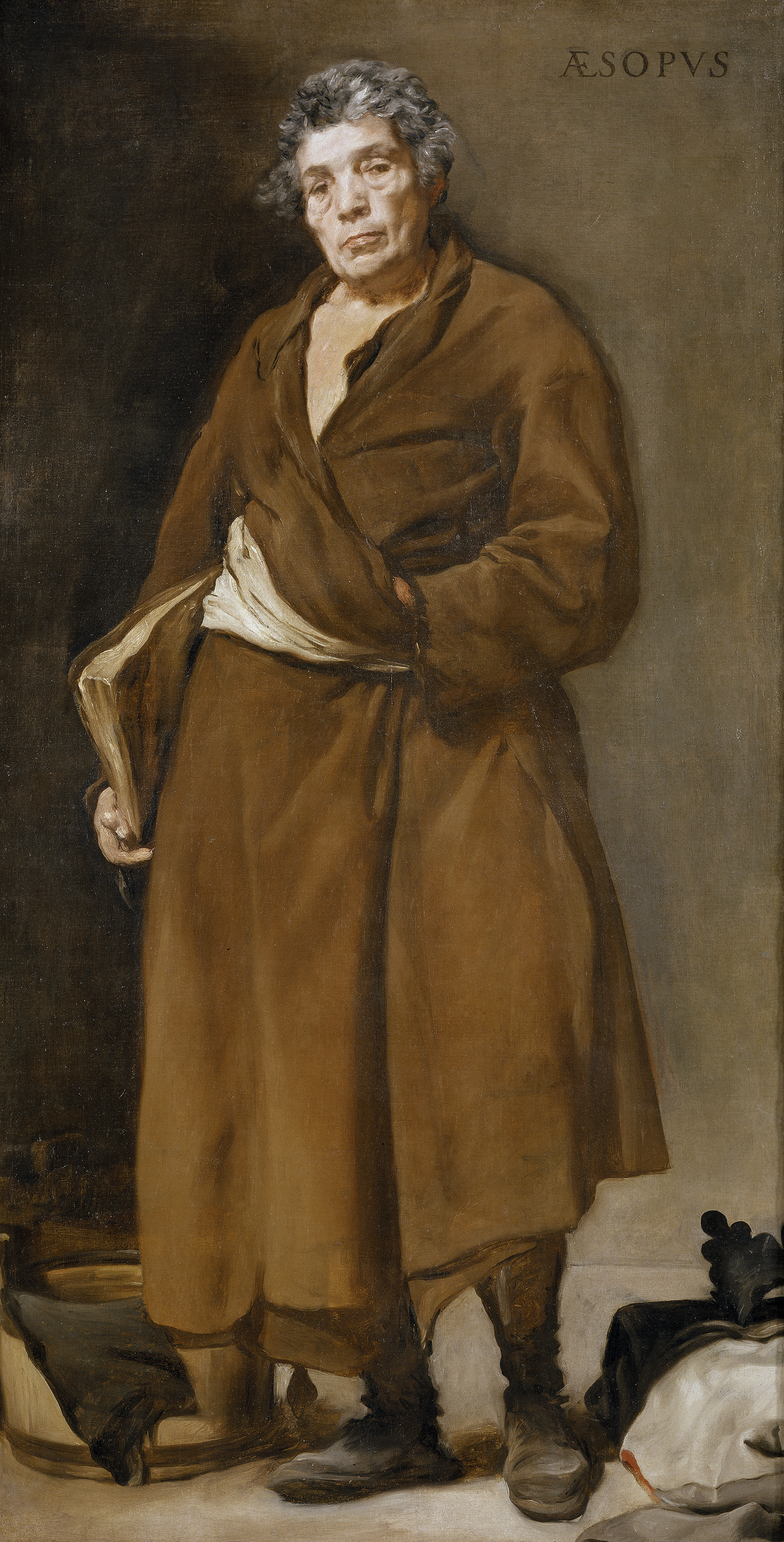
Diego Velázquez, Ezop
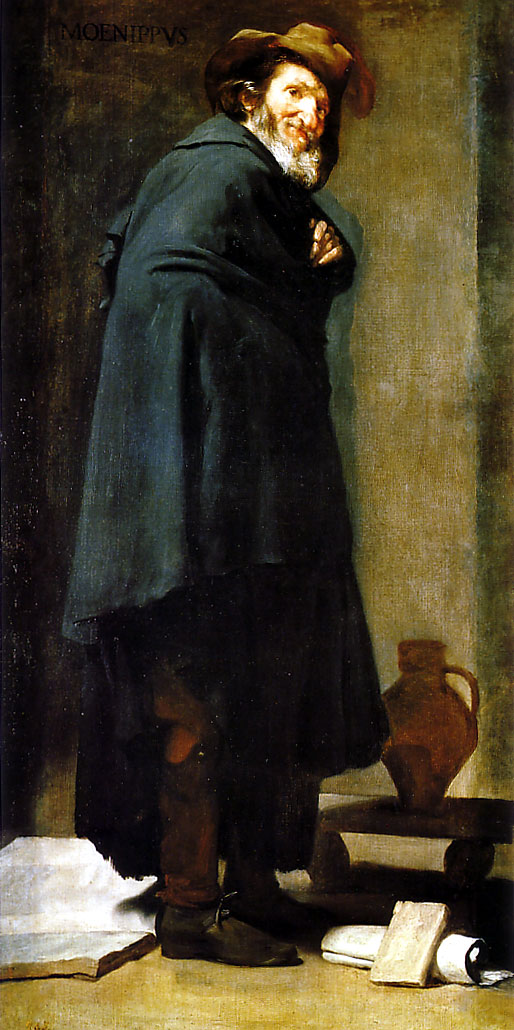
Diego Velázquez, Menippos
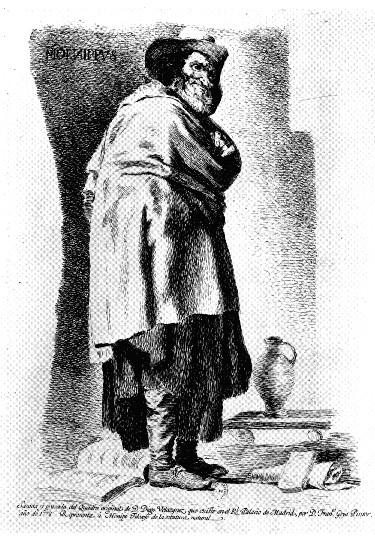
Francisco de Goya, 1778: Menippos, kopia z Velazqueza

## Reakcja jury Salonu

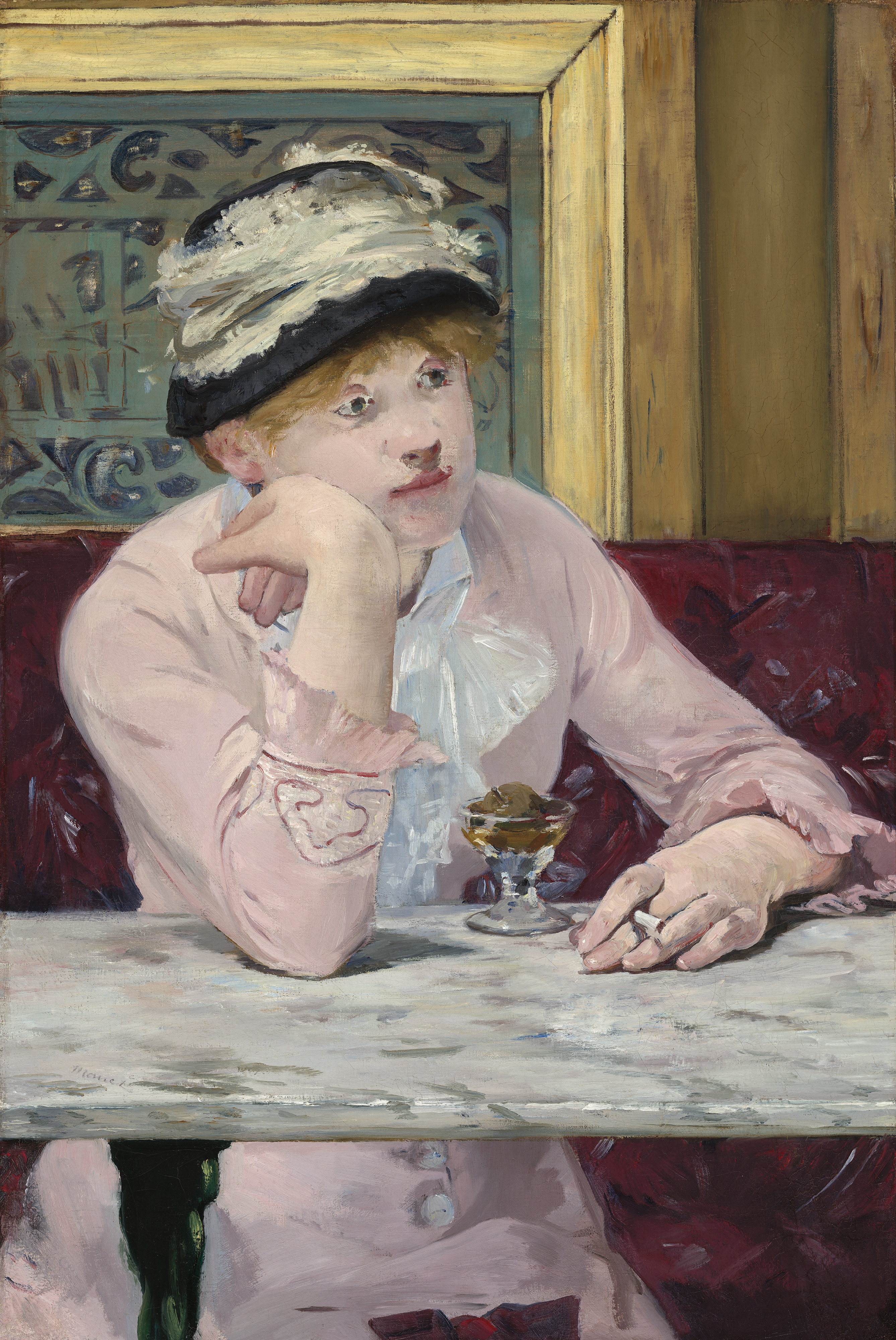
Śliwka, 1878

Filozof (Żebrak z ostrygami), 1864-7

Obraz Pijący absynt miał być wystawiony w prestiżowym paryskim Salonie w 1859. Debiut artysty okazał się nieudany, a malarza po raz pierwszy spotkał zawód. Jury Salonu odrzuciło płótno ze względu na odejście od kanonów malarstwa akademickiego. Krytykowano wulgarną tematykę i niegodne artysty przedstawienie postaci z półświatka. Zastrzeżenia budziła również strona techniczna obrazu, któremu zarzucano powierzchowne i szkicowe wykonanie. Jedynym arbitrem, który dostrzegł wartość dzieła, był Eugène Delacroix.
Przez następne lata Manet przechowywał obraz w swojej pracowni, wielokrotnie dokonując poprawek. W 1867 po raz pierwszy wystawił go publicznie na Wystawie światowej. W 1872 zakupił go Paul Durand-Ruel, francuski marszand szczególnie związany z impresjonistami. Od 1917 płótno znajduje się w Ny Carlsberg Glyptotek w Kopenhadze.

## Interpretacje
Krytycy dopatrywali się w Pijącym absynt walorów moralizatorskich i krytyki stosunków społecznych w XIX-wiecznej Francji. Dzieło Maneta może być też uważane za pesymistyczną alegorię ludzkiego życia, w którym szarość egzystencji rozjaśniają jedynie alkohol i używki.
Obecnie obraz uważany jest za deklarację artystyczną malarza, który zapowiadał odejście od kanonów akademizmu na rzecz eksperymentów malarskich.

## Inne obrazy
Do motywu osoby pijącej absynt powrócił Manet w obrazie Śliwka z 1878. Było to melancholijne przedstawienie kobiety siedzącej w kawiarni Nouvelle Athènes nad kieliszkiem alkoholu. Obraz był odpowiedzią na płótno Degasa Absynt (1875–76). Postać stojącego, owiniętego peleryną mężczyzny pojawiła się m.in. na obrazie Filozof (Żebrak z ostrygami) z lat 1864–1867.